# Зульцбах-Розенберг
Зульцбах-Розенберг (нем. Sulzbach-Rosenberg) — город и городская община в Германии, расположен в земле Бавария. Подчинён административному округу Верхний Пфальц. Входит в состав района Амберг-Зульцбах. Население составляет 19 781 человек (на 31 декабря 2009 года). Занимает площадь 53,19 км². Официальный код — 09 3 71 151.

## География
Зульцбах-Розенберг расположен на восточной границе Франконского Альба. Исторический центр города Зульцбаха со своими крепостными сооружениями возвышается на утёсе. Ниже города течёт ручей Розенбах, который впадает в реку Фильс под Амбергом.
Городская территория простирается с запада на восток. В западной части города находится городской центр — Зульцбах, в восточной части — Розенберг.

## История

### Раннее средневековье. Графы Зульцбахские
До недавнего времени считалось, что датой основания города является 1024 год. По легенде граф Гебхард после несчастного случая на охоте утолил свою жажду в одном из многочисленных источников у подножия скалы и решил здесь основать город. Археологические раскопки 1992—2004 годов однако обнаружили поселение, которое относится к началу VIII века. По результатам раскопок в Верхнем и Нижнем замке крепость Зульцбах уже в IX веке являлась политическим центром баварского Северного Гау. Современный город развивался из раннесредневекового укрепления и позднесредневекового городского расширения, в то время как «прото-Зульцбах» раннего средневековья располагался в низине ручья и представлял собой относящиеся к крепости господские дворы.
Уже во времена Каролингов в крепости Зульцбах возникли первые каменные здания и каменные укрепления, среди которых была крепостная церковь (около 800 года) и каменный зал длиной 22 метра. Рядом с крепостной церковью были обнаружены каменные саркофаги IX—X веков. Самое старое захоронение IX века содержит останки 70-летнего мужчины, который, предположительно являлся графом Эрнстом, умершим в 865 году. Он был одним из наиболее влиятельным представителем баварской знати при Людовике II Немецком.
В XX веке крепость стала резиденцией и частично и местом захоронения графов Швайнфуртских, которые лишь с 1033 года именовали себя по имени города Швайнфурт и видимо до 1003 года начинали свою родословную в Зульцбахе. После междоусобиц между графом Северного Гау Генрихом Швайнфуртским и королём Генрихом II в августе 1003 года зульцбахская крепость была отобрана у графов Швайнфурстких и перешла во владение графов Зульцбахских и вплоть до 1188 года стала их родовой крепостью. Археологически обнаруженная застройка XI—XII века подтверждает высокий уровень благоустройства и жилищного комфорта, в том числе дорогие системы отопления во многих каменных постройках. Графы Зульцбахские принадлежали к влиятельным родам салической и раннештауфенской империи. Граф Беренгар II Зульцбахский сыграл важную роль в свержении императора Генриха IV и воздвижении на престол его сына Генриха V. Он был одним из главных советников Генриха V. Его дети состояли в браке с правящими особами: Гертруда Зульцбахская была женой короля Конрада III, Люитгарда Зульцбахская была герцогиней Нижней Лотарингии, Гебхард II Зульцбахский был женат на дочери баварского герцога Генриха IX Матильде, Берта Зульцбахская была женой византийского императора Мануила I Комнина. После пресечения династии графов Зульцбахских город и крепость перешли по женской линии графам Грёглинг-Хиршенбергским и, наконец, в 1305 году — к герцогам Виттельсбахам.

### При Карле IV
При короле Карле IV, который в 1349 году женился на дочери пфальцграфа Рудольфа II, город и крепость Зульцбах в 1353—1373 годах вновь приобретает огромное значение, став столицей Новой Богемии. К тому же в развитии Зульцбаха, как в раннее и классическое средневековье, весомую роль сыграло его расположение на «Золотом пути» — торговом пути из Нюрнберга в Прагу. Кроме того, город и его окрестности были богаты железной рудой.
При Карле IV, по крайней мере 89 дней, Зульцбах имел статус Королевского пфальца. В городе началось строительство церкви и отстройка крепости, расширилось количество благотворительных заведений и оказывалась поддержка добыче руды. Однако сын Карла — король Венцель — заложил графство Баварскому герцогству. Во время Войны за ландсхутское наследство оно отошло к пфальцской линии Виттельсбахов.

### Зульцбах в период правления пфальцских Виттельсбахов

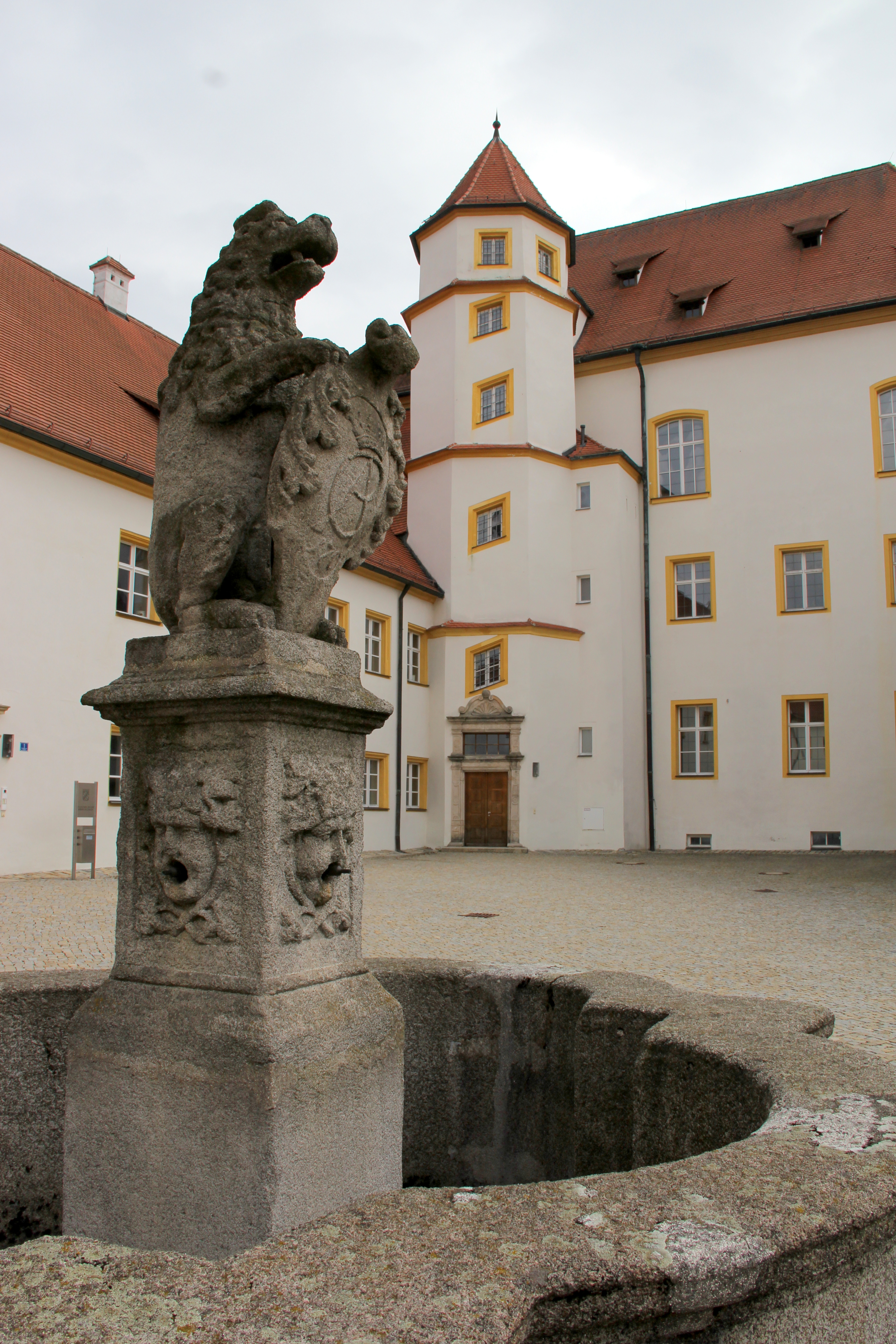
Во дворе княжеской резиденции

После смерти последнего курфюрста из так называемой «старой линии курфюрстов» курфюрста Отто Генриха, город перешёл под власть герцогства Пфальц-Цвайбрюкен. В 1582 году герцог Вольфганг Пфальц-Цвайбрюкенский в своём завещании передал Верхний Пфальц своему младшему сыну пфальцграфу Нойбурга Отто Генриху II. С тех пор Зульцбах стал самостоятельным княжеством. После смерти Отто Генриха II княжество отошло к его брату Филиппу Людовику. Его второй сын Август стал главой пфальц-зульцбахской династии. После смерти курфюрста Карла Теодора зульцбахская линия Виттельсбахов прервалась. В конце концов в замке поселилась пфальцграфиня Франциска Мария Доротея — прабабушка Луитпольда Баварского.
Свой дальнейший расцвет Зульцбах переживает под властью пфальцской линии Виттельсбахов. С 1604 года он принадлежит молодому герцогству Пфальц-Нойбург. С 1656 по 1790 годы город становится столицей княжества Пфальц-Зульцбах, которое, в свою очередь в 1614 году выделилось из совместного пфальц-нойбургского владения.
Правивший с 1644 года пфальцграф Кристиан Август ввёл в 1652 году на территории княжества симультанеум — почти уникальное для тогдашней Германии равноправие католиков и лютеран. В 1656 году Кристиан Август около Аннаберга, с которого открывается панорамный вид на Фихтель и Богемский лес, велел построить часовню Святой Анны, в память о своём переходе в католическую веру. В период долгого правления Кристиана Августа (до 1708 года) маленькая резиденция превращается в культурный центр европейского масштаба.
Он также предоставлял евреям широкую свободу вероисповедания и равноправие. В то время как в соседних территориях либо евреи не проживали ещё со времён Средневековья, либо ещё в XVII веке еврейское население было изгнано, в Зульцбахе и других населённых пунктах княжества вновь создавались значительные еврейские общины. Зульцбах выдвинулся в один из наиболее влиятельных центров еврейской печати в Европе и оставался таковым вплоть до конца XIX века. В 1729 году вдоль городской стены была выложена красивая липовая аллея.

## Население
По оценке на 31 декабря 2015 года население общины Зульцбах-Розенберг составляет 19 624 чел. 

| Дата      | 1840 | 1871 | 1900 | 1925  | 1939  | 1950  | 1961  | 1970  | 1987  | 2011  |
| --------- | ---- | ---- | ---- | ----- | ----- | ----- | ----- | ----- | ----- | ----- |
| Население | 4532 | 6094 | 8640 | 10220 | 12086 | 19004 | 20569 | 20073 | 18139 | 19597 |

| Год       | 1960  | 1970  | 1980  | 1990  | 2000  | 2009  | 2010  | 2011  | 2012  | 2013  | 2014  | 2015  |
| --------- | ----- | ----- | ----- | ----- | ----- | ----- | ----- | ----- | ----- | ----- | ----- | ----- |
| Население | 20733 | 20088 | 17946 | 18592 | 21175 | 19781 | 19665 | 19481 | 19425 | 19305 | 19380 | 19624 |

## Известные уроженцы
- Иосиф Франц фон Аллиоли (1793—1873) — немецкий богослов, переводчик библии на немецкий язык.